# Väimela
Väimela est un petit bourg de la Commune de Võru du comté de Võru en Estonie .
Au 31 décembre 2011, il compte 734 habitants.